# 陈杰 (1969年)
陈杰（1969年4月—），男，汉族，江苏苏州人，中华人民共和国政治人物。1988年加入中国共产党，1996年参加工作，研究生学历，工学博士。现任中共上海市委常委、上海市人民政府副市长。曾任浦東新區區委常委、臨港新片區管委會黨組副書記、寶山區區委書記。中共二十大代表。